# Takuma Koga
Takuma Koga (古賀 琢磨?, Koga Takuma; Prefettura di Shizuoka, 30 aprile 1969) è un ex calciatore giapponese, di ruolo difensore.

## Carriera
Ha giocato nella prima divisione giapponese.

## Palmarès

### Club

#### Competizioni nazionali
- Campionato giapponese: 2

Júbilo Iwata: 1997, 1999
- Coppa dell'Imperatore: 1

Shimizu S-Pulse: 2001
- Coppa J.League: 1

Júbilo Iwata: 1998
- Supercoppa del Giappone: 2

Shimizu S-Pulse: 2001, 2002

#### Competizioni internazionali
- AFC Champions League: 1

Júbilo Iwata: 1998-1999